# الموسوعة الفقهیة المیسرة ویلیها الملحق الاصولی
الموسوعة الفقهیة المیسرة ویلیها الملحق الاصولی و ملحق تراجم الفقهاء و الاصولیین کتابی از محمد علی انصاری (خلیقه شوشتری) است که در سال ۱۳۷۳ منتشر و در مراسم کتاب سال جمهوری اسلامی ایران به‌عنوان کتاب برگزیده معرفی شد.